# Kampfgeschwader 53
53-тя бомбардувальна ескадра «Легіон Кондор» (нім. Kampfgeschwader 53 "Legion Condor" (KG 53) — бомбардувальна ескадра Люфтваффе за часів Другої світової війни. Формування брало участь практично в усіх кампаніях та великих битвах на Європейському театрі війни, починаючи з вторгнення вермахту до Польщі й до закінчення воєнних дій. Основним завданням ескадри було проведення стратегічного бомбардування, безпосередня підтримка військ на полі бою, боротьба з кораблями та суднами противника тощо. На озброєнні ескадри перебував бомбардувальник лише одного типу He 111, і тільки у 15-ій хорватській ескадрильї був Do 17 Z.

## Історія з'єднання
53-тя бомбардувальна ескадра «Легіон Кондор» сформована 1 травня 1939 року шляхом перейменування штабу ескадри та авіагруп KG 355. Штаб і група I./KG 53 дислокувалися в Ансбаху, II./KG 53 група — у Швабіш Галль і III./KG 53 група — у Гібельштадті. На озброєнні частини перебували середні двомоторні бомбардувальники Heinkel He 111 H. З 21 березня 1940 року у Гібельштадті почалось створення авіагрупи IV./KG 53.

## Бойовий досвід
На початок Другої світової війни ескадра перебувала в бойовій готовності в західній Німеччині на випадок ймовірного наступу союзників. У Польській кампанії брала участь тільки I./KG 53, яку передали в підпорядкування 1-го повітряного флоту. Маючи 31 боєготовий He 111, авіагрупа з першого дня вторгнення залучалася до бомбардування цілей на території Польщі, 6 вересня її передали 4-му повітряному флоту. Група втратила лише 1 літак у кампанії.
З початком вторгнення у Францію та Нижні країни I./KG 53 виконувала завдання з підтримки сухопутних військ та ураженню цілей, переважно на залізниці противника, у районі Реймса. Пізніше були атаковані цілі в Аббвілї, Ам'єні, Руані та Аррасі. II./KG 53 мав 36 He 111 на початок кампанії і брав участь у прориві під Седаном, атакував цілі навколо Лілля, і підтримував I./KG 53.
1 липня 1940 року I./KG 53 передали 2-му повітряному флоту й перекинули до бельгійського Вевелгема. З липня до 11 травня 1941 року літаки підрозділу брали активну участь у повітряній битві за Британію. Після цього авіагрупу перевели на схід, до Польщі. II./KG 53 також діяла в авіаційному наступі на Британські острови. Її основними цілями було проведення нічних атак на аеродроми британського Винищувального командування, більшість у Східній Англії. Літаки билися у важких повітряних боях 18 серпня 1940 року, який отримав назву «Найважчий день». III./KG 53 продовжувала підтримувати іншу групу, усі вони були залучені до рейду 15 вересня, відомого як вирішальний «День битви за Британію».
53-тя бомбардувальна ескадра підтримувала в операції «Барбаросса» групу армій «Центр» на початковому етапі німецько-радянської війни. Бомбардувальники билися в битві за Білосток-Мінськ, під Бродами, під Києвом та під Смоленськом. Також пілоти частини змагалися в невдалій битві під Москвою. У грудні 1941 — січні 1942 року її було виведено на доукомлектування та відновлення боєздатності до Німеччини.
KG 53 підтримувала операцію «Блау» та просування німецької 6-ї армії в Сталінградській битві, а також брала участь у відчайдушній операції з деблокади оточеного угруповання й поповнення запасів після того, як унаслідок радянського контрнаступу 6-та армія опинилися в «мішку» під Сталінградом. Частина сил ескадри забезпечували бомбардувальні атаки на позиції Червоної армії на півночі Росії, проти блокадного Ленінграда. У червні 1943 року пілоти бомбардувальної ескадри брали участь у стратегічному бомбардуванні Горького, метою їх було знищення танкового заводу на Горківському автомобільному заводі. На всіх заводах ГАЗ № 1 було знищено або пошкоджено 50 будівель, 9 тис. метрів конвеєрів, 5 900 одиниць техніки та 8 тис. двигунів танків. У липні 1943 року німецька ескадра підтримала операцію «Цитадель» і наступну Курську битву.
З 14 жовтня 1943 року частина брала участь у кампанії зі стратегічного бомбардування Росії. У ніч з 21 на 22 червня 1944 року після отримання розвідувальної інформації про базування американських важких бомбардувальників на аеродромах Полтавського аеровузла командування Люфтваффе розпочало підготовку до завдання їм масованого удару. До операції залучалися сили 4-го авіакорпусу: 4-та спеціальна, 27-ма, 53-тя, 55-та бомбардувальні ескадри, що мали понад 300 бомбардувальників He 111. Німецьке командування планувало завдати одночасних ударів силами KG 53 (90 бомбардувальників з аеродрому Білосток) по полтавському аеродрому і KG 55 (90 бомбардувальників з аеродромів Деблін, Улєц) — по миргородському. В забезпеченні — «слідопити»-прокладчики маршрутів KG 4 з аеродрому в Барановичах.
Перший удар по Полтаві близько півночі завдали «Хейнкелі» 53-ї ескадри. Літаки 55-ї ескадри, що заблукали, прийняли спалахи над Полтавою за свою ціль і теж повернули в цьому напрямку. Бомбардування вони розпочали коли останні машини KG 53 вже прямували на захід. Всього наліт тривав 1 годину 40 хвилин, у ньому взяли участь понад 120 німецьких бомбардувальників. На землі було знищено 44 B-17 Flying Fortress (як пізніше з'ясувалося, боєздатними залишилося лише 9 «Літаючих фортець», усі інші отримали серйозні пошкодження), один винищувач P-38 Lightning, два транспортних С-47, 25 радянських літаків різних типів. Сили ППО не змогли організувати дієву відсіч — втрат німецькі бомбардувальники не мали.
Однак незабаром радянські війська розпочали операцію «Багратіон», і бомбардувальні ескадри повернулися до підтримки сухопутних військ на центральній дільниці німецько-радянського фронту. Більшість авіагруп були розформовані до жовтня 1944 року. Здається, що останній підрозділ, 14.(Eis)/KG 3, був розформований 4 березня 1945 року; його решта особового складу перейшла до KG 76.
В серпні 1944 року KG 53 була виведена зі Східного фронту і незабаром після цього розпочала операції над Великою Британією, літаючи на бомбардувальниках He 111H-22, оснащених системою повітряного запуску крилатих ракет Фау-1. Операції були припинені 25 січня 1945 року через нестачу палива, оборону союзників і неможливість визначити результати.

## Командування

### Командири
- оберст Філіпп Цох (нім. Philipp Zoch) (1 травня — 31 липня 1939);
- оберст Еріх Шталь (нім. Erich Stahl) (1 серпня 1939 — грудень 1940);
- оберст Пауль Вайткус (нім. Paul Weitkus) (15 грудня 1940 — 31 жовтня 1942);
- оберст Карл-Едуард Вільке (нім. Karl-Eduard Wilke) (1 листопада 1942 — 31 березня 1943);
- оберстлейтенант Фріц Покрандт (нім. Fritz O. Pockrandt) (14 квітня 1943 — квітень 1945).

### Командири I./KG 53
- Оберстлейтенант Карл Менерт (нім. Karl Mehnert) (1 травня 1939 — 10 травня 1940);
- Оберстлейтенант Еріх Кауфманн (нім. Erich Kaufmann) (16 травня 1940 — грудень 1941);
- Майор Йоахім Вінгольц (нім. Joachim Wienholtz) (грудень 1941 — 30 березня 1942);
- Майор Фріц Рокрандт (нім. Fritz Pockrandt) (11 квітня 1942 — 13 квітня 1943);
- Майор Карл Рауер (нім. Karl Rauer) (17 квітня 1943 — вересень 1944);
- Майор Мартін Феттер (нім. Martin Vetter) (15 жовтня 1944 — березень 1945).

### Командири II./KG 53
- Оберстлейтенант Вільгельм Кольбах (нім. Wilhelm Kohlbach) (1 травня 1939 — липень 1940);
- Майор Райнгольд Тамм (нім. Reinhold Tamm) (23 липня — 18 серпня 1940);
- Майор Ганс Штайнвег (нім. Hans Steinweg) (18 вересня 1940 — липень 1941);
- Майор Ганс Бадер (нім. Hans Bader) (25 липня 1941 — травень 1942);
- Майор Шульц Мюллензіфен (нім. Schulz-Müllensiefen) (травень 1942 — 14 квітня 1943);
- Майор Герберт Віттманн (нім. Herbert Wittmann) (25 травня 1943 — березень 1945).

### Командири III./KG 53
- Майор Фрідріх Едлер фон Браун (нім. Friedrich Edler von Braun) (1 травня 1939 — березень 1940);
- Майор Віллі Рорбахер (нім. Willi Rohrbacher) (березень 1940 — лютий 1941);
- Майор Ріхард Фабіан (нім. Richard Fabian) (лютий 1941 — квітень 1942);
- Майор Вальтер Брауткуль (нім. Walter Brautkuhl) (квітень — 5 серпня 1942);
- Майор Ганс Волдфорст (нім. Hans Waldforst) (17 серпня — 13 вересня 1942);
- Майор Губерт Менк (нім. Hubert Mönch) (21 жовтня 1942 — 27 травня 1943);
- Майор Еміль Аллмендінгер (нім. Emil Allmendinger) (24 червня 1943 — 18 березня 1945).

### Командири IV./KG 53
- Майор Йоахім Вінгольц (нім. Joachim Wienholtz) (21 березня — 3 грудня 1941);
- Майор Карл-Андреас Зах (нім. Karl-Andreas Zahn) (4 грудня 1941 — 11 квітня 1943);
- Майор Людвіг Грозінгер (нім. Ludwig Grözinger) (12 квітня 1943 — 20 серпня 1944).

### Командири 15.(хорват.)/KG 53
- Майор Гергард Йоахім (нім. Gerhard Joachim) (грудень 1942 — червень 1944).

## Основні райони базування 53-ї бомбардувальної ескадри

### Основні райони базуванняштабуKG 53
| 1 травня 1939 — 3 лютого 1940   | Ансбах              | He 111 |
| 3 лютого — 1 травня 1940        | Швабський Галль     | He 111 |
| 1 — 18 травня 1940              | Рот                 | He 111 |
| 18 — 25 травня 1940             | Вісбаден-Ербенгайм  | He 111 |
| 25 травня 1940 — 18 червня 1941 | Лілль-Північний     | He 111 |
| 18 червня — 9 липня 1941        | Радом               | He 111 |
| 9 липня — 4 серпня 1941         | Мінськ-Дубинська    | He 111 |
| 4 серпня — 1 жовтня 1941        | Орша                | He 111 |
| 1 жовтня 1941 — 10 червня 1942  | Шаталово-Східне     | He 111 |
| 10 червня — 5 серпня 1942       | Коров'є Село        | He 111 |
| 5 серпня — серпень 1942         | Смоленськ-Північний | He 111 |
| серпень — 9 вересня 1942        | Сещинська           | He 111 |
| 9 вересня 1942 — лютий 1943     | Коров'є Село        | He 111 |
| лютий — квітень 1943            | Псков               | He 111 |
| квітень — липень 1943           | Коров'є Село        | He 111 |
| липень — 10 вересня 1943        | Олсуф'єво           | He 111 |
| 10 — 24 вересня 1943            | Гомель-Південний    | He 111 |
| 24 вересня — 24 жовтня 1943     | Бобруйськ           | He 111 |
| 24 жовтня — 22 листопада 1943   | Ротмістрівка        | He 111 |
| 22 листопада — 5 грудня 1943    | Вінниця             | He 111 |
| 5 грудня 1943 — 16 січня 1944   | Раухівка            | He 111 |
| 16 січня — 12 лютого 1944       | Шяуляй              | He 111 |
| 12 — 22 лютого 1944             | Проскурів           | He 111 |
| 22 лютого — 1 травня 1944       | Каунас              | He 111 |
| 1 травня — 25 липня 1944        | Радом               | He 111 |
| 25 липня — 17 серпня 1944       | Езау                | He 111 |
| 17 — 27 серпня 1944             | Туль                | He 111 |
| 27 серпня — 5 вересня 1944      | Лахен-Шпаєрдорф     | He 111 |
| 5 вересня — жовтень 1944        | Реппен              | He 111 |
| жовтень 1944 — березень 1945    | Бад-Цвішенан        | He 111 |

### Основні райони базування I./KG 53
| 1 травня — серпень 1939         | Ансбах           | He 111 |
| серпень — 8 вересня 1939        | Шенфельд         | He 111 |
| 8 — 9 вересня 1939              | Нойдорф          | He 111 |
| 9 вересня — 15 вересня 1939     | Гіссен           | He 111 |
| 15 вересня 1939 — 6 лютого 1940 | Ансбах           | He 111 |
| 6 лютого — 10 травня 1940       | Рот-Кіліансдорф  | He 111 |
| 10 — 18 травня 1940             | Гельксгайм       | He 111 |
| 18 травня — 21 червня 1940      | Гросостгайм      | He 111 |
| 21 червня — 9 липня 1940        | Евре/Ле-Кудре    | He 111 |
| 9 — 12 липня 1940               | Вевелгем         | He 111 |
| 12 липня 1940 — 18 червня 1941  | Вітрі-ан-Артуа   | He 111 |
| 18 — 29 червня 1941             | Груєць           | He 111 |
| 29 червня — 2 липня 1941        | Рогозниця        | He 111 |
| 2 — 9 липня 1941                | Мендзижеч        | He 111 |
| 9 липня — 4 серпня 1941         | Мінськ-Дубінська | He 111 |
| 4 серпня — 1 жовтня 1941        | Орша             | He 111 |
| 1 жовтня — грудень 1941         | Шаталово-Східне  | He 111 |
| грудень 1941 — січень 1942      | Ансбах           | He 111 |
| січень — березень 1942          | Ріга             | He 111 |
| березень — червень 1942         | Коров'є Село     | He 111 |
| червень — серпень 1942          | Госткіно         | He 111 |
| серпень — грудень 1942          | Сещинська        | He 111 |
| грудень 1942 — лютий 1943       | Коров'є Село     | He 111 |
| лютий — березень 1943           | Псков-Південний  | He 111 |
| березень — квітень 1943         | Габлінген        | He 111 |
| квітень — 1 липня1943           | Коров'є Село     | He 111 |
| 1 липня — вересень 1943         | Олсуф'єво        | He 111 |
| вересень — грудень 1943         | Каунас           | He 111 |
| грудень 1943 — 22 лютого 1944   | Проскурів        | He 111 |
| 22 лютого — 1 травня 1944       | Каунас           | He 111 |
| 1 травня — 25 липня 1944        | Радом            | He 111 |
| 25 липня — 21 серпня 1944       | Гайлігенбайль    | He 111 |
| 21 серпня — вересень 1944       | Нансі            | He 111 |
| вересень — 9 вересня 1944       | Нойбранденбург   | He 111 |
| 9 вересня — грудень 1944        | Варрелбуш        | He 111 |
| грудень 1944 — березень 1945    | Лек              | He 111 |

### Основні райони базування II./KG 53
| 1 травня — серпень 1939        | Швабіш Галль        | He 111 |
| серпень 1939 — 3 лютого 1940   | Рот                 | He 111 |
| 3 лютого — 1 травня 1940       | Манхінг             | He 111 |
| 1 — 18 травня 1940             | Едгайм              | He 111 |
| 18 травня — 22 червня 1940     | Зеллгаузен          | He 111 |
| 22 червня — 12 липня 1940      | Шаллгаузен (Ансбах) | He 111 |
| 12 липня 1940 — 18 червня 1941 | Лілль-Північний     | He 111 |
| 18 червня — 9 липня 1941       | Радом               | He 111 |
| 9 липня — 4 серпня 1941        | Мінськ-Дубинська    | He 111 |
| 4 серпня — 1 жовтня 1941       | Орша                | He 111 |
| 1 жовтня 1941 — 10 червня 1942 | Шаталово-Східне     | He 111 |
| 10 червня — 5 серпня 1942      | Коров'є Село        | He 111 |
| 5 серпня — серпень 1942        | Смоленськ-Північний | He 111 |
| серпень — 9 вересня 1942       | Сещинська           | He 111 |
| 9 вересня — грудень 1942       | Коров'є Село        | He 111 |
| грудень 1942 — 12 січня 1943   | Грайфсвальд         | He 111 |
| 12 січня — 6 лютого 1943       | Ворошиловград       | He 111 |
| 6 — 15 лютого 1943             | Сталіно             | He 111 |
| 15 — 24 лютого 1943            | Дніпропетровськ     | He 111 |
| 24 лютого — 8 березня 1943     | Кіровоград          | He 111 |
| 8 — 19 березня 1943            | Дніпропетровськ     | He 111 |
| 19 березня — квітень 1943      | Псков               | He 111 |
| квітень — 15 липня 1943        | Габлінген           | He 111 |
| 15 липня — 10 вересня 1943     | Олсуф'єво           | He 111 |
| 10 — 24 вересня 1943           | Гомель-Південний    | He 111 |
| 24 вересня — 24 жовтня 1943    | Бобруйськ           | He 111 |
| 24 жовтня — 22 листопада 1943  | Ротмістрівка        | He 111 |
| 22 листопада — 5 грудня 1943   | Вінниця             | He 111 |
| 5 грудня 1943 — 16 січня 1944  | Раухівка            | He 111 |
| 16 січня — 12 лютого 1944      | Шяуляй              | He 111 |
| 12 — 20 лютого 1944            | Проскурів           | He 111 |
| 20 лютого — 1 червня 1944      | Шяуляй              | He 111 |
| 1 червня — 25 липня 1944       | П'ястув             | He 111 |
| 25 липня — 17 серпня 1944      | Езау                | He 111 |
| 17 — серпень 1944              | Ле-Бурже            | He 111 |
| серпень — 4 вересня 1944       | Бабенгаузен         | He 111 |
| 4 вересня — жовтень 1944       | Реппен              |        |
| жовтень 1944 — березень 1945   | Бад-Цвішенан        |        |

### Основні райони базування III./KG 53
| 1 травня — серпень 1939       | Гібельштадт         | He 111 |
| серпень — 1 жовтня 1939       | Гросостгайм         | He 111 |
| 1 жовтня 1939 — 3 лютого 1940 | Гібельштадт         | He 111 |
| 3 лютого — 1 травня 1940      | Швабіш Галль        | He 111 |
| 1 травня — 12 липня 1940      | Франкфурт-на-Майні  | He 111 |
| 12 липня — грудень 1940       | Лілль-Муво          | He 111 |
| грудень 1940 — 18 червня 1941 | Любе (Лігніц)       | He 111 |
| 18 червня — 9 липня 1941      | Радзинь             | He 111 |
| 9 липня — 4 серпня 1941       | Мінськ-Дубинська    | He 111 |
| 4 серпня — 1 жовтня 1941      | Орша                | He 111 |
| 1 жовтня 1941 — січень 1942   | Шаталово-Східне     | He 111 |
| січень — 15 липня 1942        | Ансбах              | He 111 |
| 15 липня — 16 серпня 1942     | Шартр               | He 111 |
| 16 серпня — 1 вересня 1942    | Смоленськ-Північний | He 111 |
| 1 вересня — 20 жовтня 1942    | Госткіно            | He 111 |
| 20 жовтня 1942 — квітень 1943 | Дно                 | He 111 |
| квітень — 1 липня 1943        | Псков               | He 111 |
| 1 — 19 липня 1943             | Олсуф'єво           | He 111 |
| 19 липня — 5 грудня 1943      | Габлінген           | He 111 |
| 5 грудня 1943 — 25 січня 1944 | Пуховичі            | He 111 |
| 25 — 31 січня 1944            | Каунас              | He 111 |
| 31 січня — 9 лютого 1944      | Шяуляй              | He 111 |
| 9 — 21 лютого 1944            | Умань               | He 111 |
| 21 лютого — 30 березня 1944   | Шяуляй              | He 111 |
| 30 березня — 30 квітня 1944   | Мелець              | He 111 |
| 30 квітня — 9 липня 1944      | Радом               | He 111 |
| 9 — 25 липня 1944             | Груєць              | He 111 |
| 25 липня — 17 серпня 1944     | Езау                | He 111 |
| 17 — 27 серпня 1944           | Туль                | He 111 |
| 27 серпня — 6 вересня 1944    | Лахен-Шпаєрдорф     | He 111 |
| 6 вересня — жовтень 1944      | Нідер Зайферсдорф   | He 111 |
| жовтень 1944 — 17 лютого 1945 | Шлезвіг             | He 111 |
| 17 лютого — березень 1945     | Грайфсвальд         | He 111 |

### Основні райони базування IV./KG 53
| червень — вересень 1940         | Гібельштадт      | He 111 |
| 21 березня 1940 — листопад 1941 | Лілль-Північний  | He 111 |
| листопад 1941 — ? 1942          | Вембрехіс        | He 111 |
| ? 1942 — ? 1942                 | Ансбах-Каттербах | He 111 |
| ? 1942 — 6 лютого 1944          | Орлеан-Брисі     | He 111 |
| 7 лютого — лютий 1944           | Ландсберг-ам-Лех | He 111 |
| лютий — 20 серпня 1944          | Сольнок          | He 111 |

### Основні райони базування 15.(kroat.)/KG53
| липень 1942                 | Аграм                | Dornier Do 17 Z |
| липень — серпень 1942       | Коров'є Село         | Dornier Do 17 Z |
| серпень — вересень 1942     | Сещинська            | Dornier Do 17 Z |
| вересень — грудень 1942     | Коров'є Село         | Dornier Do 17 Z |
| грудень 1942 — червень 1944 | Аграм/Сараєво-Бутмир | Dornier Do 17 Z |